# Orhan Gazi
Orhan I (limba turcă: Orhan Gazi sau Orhan Bey; n. 6 februarie 1281, Söğüt, Provincia Bilecik, Turcia – d. martie 1362, Bursa, Imperiul Otoman) a fost al doilea sultan al Imperiului Otoman din anul 1326 și până la moartea sa.

## Familie

### Consoarte
- Efendize Hatun. Fiica lui Akbaşlı Günduz Bey, verișoara lui Orhan.
- Asporça Hatun. Nascută Holofira, această provine din neam nobil grecesc și a fost prima soție legală a lui Orhan
- Melek Hatun. Nepoata lui Orhan, fiica lui Melik Bey
- Nilüfer Hatun. Tot din neam grecesc, dar
- Theodora Hatun. Fiica Impăratului Bizantin Ioan al VI-lea Cantacuzino și a soției acestuia. A doua soție legală a lui Orhan
- Theodora Urös. Fiica Țarului Ștefan al IV-lea Dușan al Serbiei

### Băieți
- Suleyman Pasha (1306 – 1357) – Cu Efendize Hatun. Fiul favorit a lui Orhan și până la moarte sa a fost considerat moștenitorul tronului otoman
- Ibrahim Bey (1310 – 1362) - Cu Asporça Hatun. Executat de către fratele său mai mic, Murad I.
- Şerefullah Bey - Cu Asporça Hatun.
- Kasım Bey (d. 1346)
- Murad I (1326 – 1389) - Cu Nilüfer Hatun. Următorul Sultan al Imperiul Otoman
- Halil Bey (1347-1362) - Cu Theodora Hatun. Executat de către fratele său mai mic, Murad I.

### Fete
- Hatice Hatun- Cu Theodora Hatun
- Selçuk Hatun - Cu Asporça Hatun
- Fatma Hatun - Cu Asporça Hatun.
- Fülane Sultan Hatun (1324-1347) – Cu Melek Hatun.

## Legături externe
- Cawley, Charles, His listing ., Foundation for Medieval Genealogy, accesat în 1 august 2012 Legătură externa în |publisher= (ajutor) The project "involves extracting and analysing detailed information from primary sources, including contemporary chronicles, cartularies, necrologies and testaments."
- A listing of descendants of Ertuğrul, alongside other royalty

| | Sultani ai Imperiului Otoman |                        |                   |                       |                   |                   |
| Ascensiunea (1299 – 1453) Osman I Orhan Gazi Murad I Hudavendighiar Baiazid I Ildârâm Mehmed I Celebi Murad al II-lea Mahomed al II-lea Propășirea (1453 – 1683) Baiazid al II-lea Selim I Soliman I Selim al II-lea Murad al III-lea Mehmed al III-lea Ahmed I Mustafa I Osman al II-lea Murad al IV-lea Stagnarea (1683 – 1827) Ibrahim I Mehmed al IV-lea Suleiman al II-lea Ahmed al II-lea Mustafa al II-lea Ahmed al III-lea Mahmud I Osman al III-lea Mustafa al III-lea Abdul Hamid I Selim al III-lea Mustafa al IV-lea Mahmud al II-lea Declinul (1828 – 1908) Abdul-Medjid Abdul-Aziz Murad al V-lea Abdul-Hamid al II-lea Mehmed al V-lea Destrămarea (1908 – 1923) Mehmed al VI-lea |                              |                        |                   |                       |                   |                   |
| Ascensiunea (1299 – 1453) |                              |                        |                   |                       |                   |                   |
| Osman I | Orhan Gazi                   | Murad I Hudavendighiar | Baiazid I Ildârâm | Mehmed I Celebi       | Murad al II-lea   | Mahomed al II-lea |
| Propășirea (1453 – 1683) |                              |                        |                   |                       |                   |                   |
| Baiazid al II-lea | Selim I                      | Soliman I              | Selim al II-lea   | Murad al III-lea      | Mehmed al III-lea | Ahmed I           |
| |                              | Mustafa I              | Osman al II-lea   | Murad al IV-lea       |                   |                   |
| Stagnarea (1683 – 1827) |                              |                        |                   |                       |                   |                   |
| Ibrahim I | Mehmed al IV-lea             | Suleiman al II-lea     | Ahmed al II-lea   | Mustafa al II-lea     | Ahmed al III-lea  | Mahmud I          |
| Osman al III-lea | Mustafa al III-lea           | Abdul Hamid I          | Selim al III-lea  | Mustafa al IV-lea     | Mahmud al II-lea  |                   |
| Declinul (1828 – 1908) |                              |                        |                   |                       |                   |                   |
| | Abdul-Medjid                 | Abdul-Aziz             | Murad al V-lea    | Abdul-Hamid al II-lea | Mehmed al V-lea   |                   |
| Destrămarea (1908 – 1923) |                              |                        |                   |                       |                   |                   |
| |                              |                        | Mehmed al VI-lea  |                       |                   |                   |